# 1968年メキシコシティーオリンピックのケニア選手団
1968年メキシコシティーオリンピックのケニア選手団（1968ねんメキシコシティーオリンピックのケニアせんしゅだん）は、1968年10月12日から10月27日にかけてメキシコの首都メキシコシティーで開催された1968年メキシコシティーオリンピックのケニア選手団、およびその競技結果。

## 概要
今大会は金メダル3個、銀メダル4個、銅メダル2個の合計14個のメダルを獲得した。

## メダル
| メダル | 選手名                                                                        | 競技       | 種目             |
| ------ | ----------------------------------------------------------------------------- | ---------- | ---------------- |
| 金     | キプチョゲ・ケイノ                                                            | 陸上       | 男子1500m        |
| 金     | ナフタリ・テム                                                                | 陸上       | 男子10000m       |
| 金     | アモス・ビウォット                                                            | 陸上       | 男子3000m障害    |
| 銀     | ウィルソン・キプルグト                                                        | 陸上       | 男子800m         |
| 銀     | キプチョゲ・ケイノ                                                            | 陸上       | 男子5000m        |
| 銀     | ベンジャミン・コゴ                                                            | 陸上       | 男子3000m障害    |
| 銀     | ダニエル・ルディシャ ヘゼキアー・ニャマウ ナフタリ・ボン チャールズ・アサティ | 陸上       | 男子4×400mリレー |
| 銅     | ナフタリ・テム                                                                | 陸上       | 男子5000m        |
| 銅     | フィリップ・ワルインゲ                                                        | ボクシング | 男子フェザー級   |